# جام خوان گمپر ۲۰۲۳
جام خوان گمپر ۲۰۲۳ ، ۵۸امین دوره‌ی جام‌ خوان گمپر بود . این جام هر سال به عنوان بازی دوستانه در ماه اوت برگزار می گردد . در این بازی ، تیم اسپانیایی و میزبان بارسلونا مقابل تیم انگلیسی تاتنهام قرار گرفت .

## جزئیات مسابقه
| بارسلونا                                                       | ۲-۴   | تاتنهام                 |
| -------------------------------------------------------------- | ----- | ----------------------- |
| - لواندوفسکی ۳' - فران تورس ۸۱' - آنسو فاتی ۹۰' - الزلزولی ۹۳' | گزارش | - اسکیپ ۲۴' - اسکیپ ۳۶' |